# Челнок Рокавей-парка

Красный логотип HH, использовавшийся с 1967 дo 1972

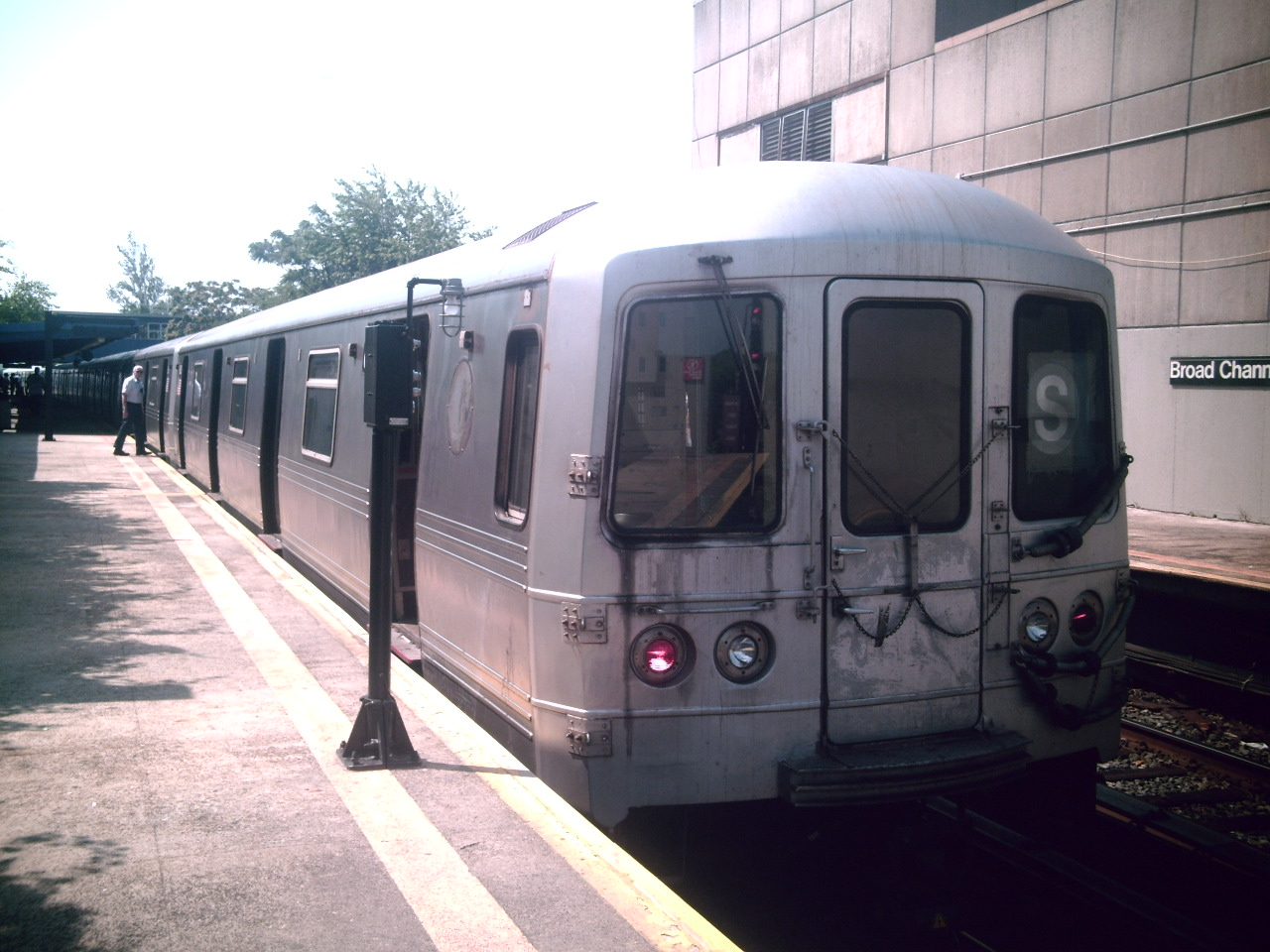
Челнок Рокавей-парка на конечной станции Брод-Чаннел

Челнок Рокавей-парка (англ. Rockaway Park Shuttle) — один из трёх челночных маршрутов Нью-Йоркского метро, обозначаемый S. Два другие — это челнок Франклин-авеню и челнок 42-й улицы. Маршрут на всём своём протяжении работает в Куинсе и обслуживает западную часть полуострова Рокавей. Челнок работает между станциями Рокавей-парк — Бич 116-я улица и Брод-Чаннел, с последней производится пересадка на маршрут A. Трасса, по которой пролегает маршрут, была частью LIRR до середины 1950-х годов. Маршрут проходит по линиям Фултон-стрит, Ай-эн-ди, и Рокавей, Ай-эн-ди. На картах, станциях, вагонах и т. д. он обозначается тёмно-серым цветом, поскольку является челночным маршрутом.
Все составы маршрута S состоят из четырёх вагонов марки R46. В выходные дни пляжного сезона длина состава удваивается.

## История маршрута
Rockaway Shuttle впервые начал свою работу 28 июня 1956 года. В первые годы он работал между Euclid Avenue и Far Rockaway — Mott Avenue или же до Rockaway Park — Beach 116th Street. Тогда маршрут не имел официального обозначения на картах, хотя иногда поезда имели логотип E.
Впервые логотип маршруту был официально дан 26 ноября 1967 года — HH. Лейбл был размещен на всех картах и на поездах, буквы располагались на красном фоне. В выходные дни и в часы пик поезда стали ходить только до Broad Channel.
Так как ночью A не ходил по Rockaway Line, по ночам маршрут был изменён: поезда стали следовать от Euclid Avenue до Rockaway Park, оттуда до Far Rockaway и наконец на Euclid Avenue, таким образом замыкая треугольник. Этот маршрут прозвали Rockaway Round-Robin.
Между 11 сентября 1972 года и 29 августа 1976 года обозначение челнока было изменено на E, хотя в часы пик поезда ходили вплоть до Jamaica — 179th Street в Куинсе (через Манхэттен). Начиная с 30 августа 1976 года было введено обозначение CC зелёного цвета, хотя в часы пик поезда ходили до Bedford Park Boulevard (IND Concourse Line в Бронксе), проходя все четыре района Нью-Йорка, которые обслуживает система.
Rockaway Park Shuttle в 1980-х годах изменил обозначение на H (синий логотип), и не возвращался на HH, так как к тому времени в Нью-Йоркском метро отменили практику двухсимвольного обозначения маршрута. Новый H стал следовать только до Broad Channel. До 1990 года ночью A пошел до Lefferts Boulevard и перестал следовать до Far Rockaway. В это время челнок стал работать прежним «треугольным» маршрутом движения Euclid Avenue — Rockaway Park — Far Rockaway — Euclid Avenue.
В 1993 году A стал ночью ходить до Far Rockaway, а обслуживание Lefferts Boulevard было предоставлено челноку от Euclid Avenue (хотя, судя по размерам маршрута, челночным данный маршрут назвать сложно). Наш же челнок H стал всё время работать от Rockaway Park до Broad Channel. Также в 1993 году стали ходить дополнительные поезда A в пиковом направлении утром от Rockaway Park до Dyckman Street (IND Eighth Avenue Line), а вечером от 59th Street — Columbus Circle обратно на Rockaway Park. Чуть позднее утреннее пиковое направление было продлено на одну станцию дальше — до Inwood—207th Street.
С введением нового обозначения челнока (S) на некоторых картах появилось синее обозначение маршрута, хотя на поездах обозначение изначально было серым. Неоднозначность развеяла официальная карта подземки в 2004 году. Некоторые последние издания окрасили на этот раз саму линию на карте в синий (по цвету маршрута A, который также ходит по ней). Для отличия S от других челночных маршрутов неофициально используется обозначение H.

### Ураган Сэнди
Все станции метрополитена в целях безопасности были закрыты в ночь с 29 на 30 октября 2012 года из-за приближавшегося к Нью-Йорку урагана Сэнди. Этот маршрут метро проходит по району, наиболее подвергшемуся разрушениям. После урагана пути оказались в полуразрушенном состоянии. Вся линия Рокавей, вместе с челночным маршрутом, была закрыта. Спустя месяц открылись станции на участке от Рокавей-бульвара до Хауард-Бич и от Фар-Рокавей — Мотт-авеню до Бич 90-й улицы (через Хаммельский треугольник).
Участок от Фар-Рокавея до Бич 90-й улицы обслуживался специальным челноком H. Обозначение H в данном случае было дано не челноку Рокавей-парка, а второй «секции» маршрута A.
30 мая 2013 года было восстановлено движение по стандартной схеме.

## Станции маршрута
Используемые пути в зависимости от дня недели и времени суток
| От станции включительно | До станции включительно                   | День + вечер   | Выходные                      | Ночь           |
| ----------------------- | ----------------------------------------- | -------------- | ----------------------------- | -------------- |
| Рокавей-бульвар         | Хауард-Бич — Аэропорт имени Джона Кеннеди | —              | локальные пути (только летом) | —              |
| Брод-Чаннел             | Рокавей-парк — Бич 116-я улица            | локальные пути | локальные пути                | локальные пути |

Схема маршрута
| Условные обозначения |
| для дней и часов работы маршрутов (более точно указано во всплывающих подсказках при этих обозначениях): |
| --- |
| круглосуточно круглосуточно, кроме ночи круглосуточно, кроме будней днём (либо часов пик) в пиковом направлении в будни днём (и, возможно, вечером) в будни круглосуточно в часы пик в будни днём (либо в часы пик) в пиковом направлении в будни днём (либо в часы пик) в направлении, обратном пиковому в выходные ночью ночью и в выходные (и, возможно, вечером) нет движения поездов |

|  |

| A — в выходные летом · A — в выходные летом |

|  |

| A — в выходные летом · A — в выходные летом |

|  |

| A — в выходные летом · A — в выходные летом |

|  |
|  |
|  |

| A — в выходные летом · A — в выходные летом |
| AirTrain JFK[англ.]                         |

|  |

| A — круглосуточно · A — круглосуточно |

|  |

| A — часть рейсов в часы пик в пиковом направлении · A — часть рейсов в часы пик в пиковом направлении |

|  |

| A — часть рейсов в часы пик в пиковом направлении · A — часть рейсов в часы пик в пиковом направлении |

|  |

| A — часть рейсов в часы пик в пиковом направлении · A — часть рейсов в часы пик в пиковом направлении |

|  |

| A — часть рейсов в часы пик в пиковом направлении · A — часть рейсов в часы пик в пиковом направлении |